# Bibliotheek (algemeen)

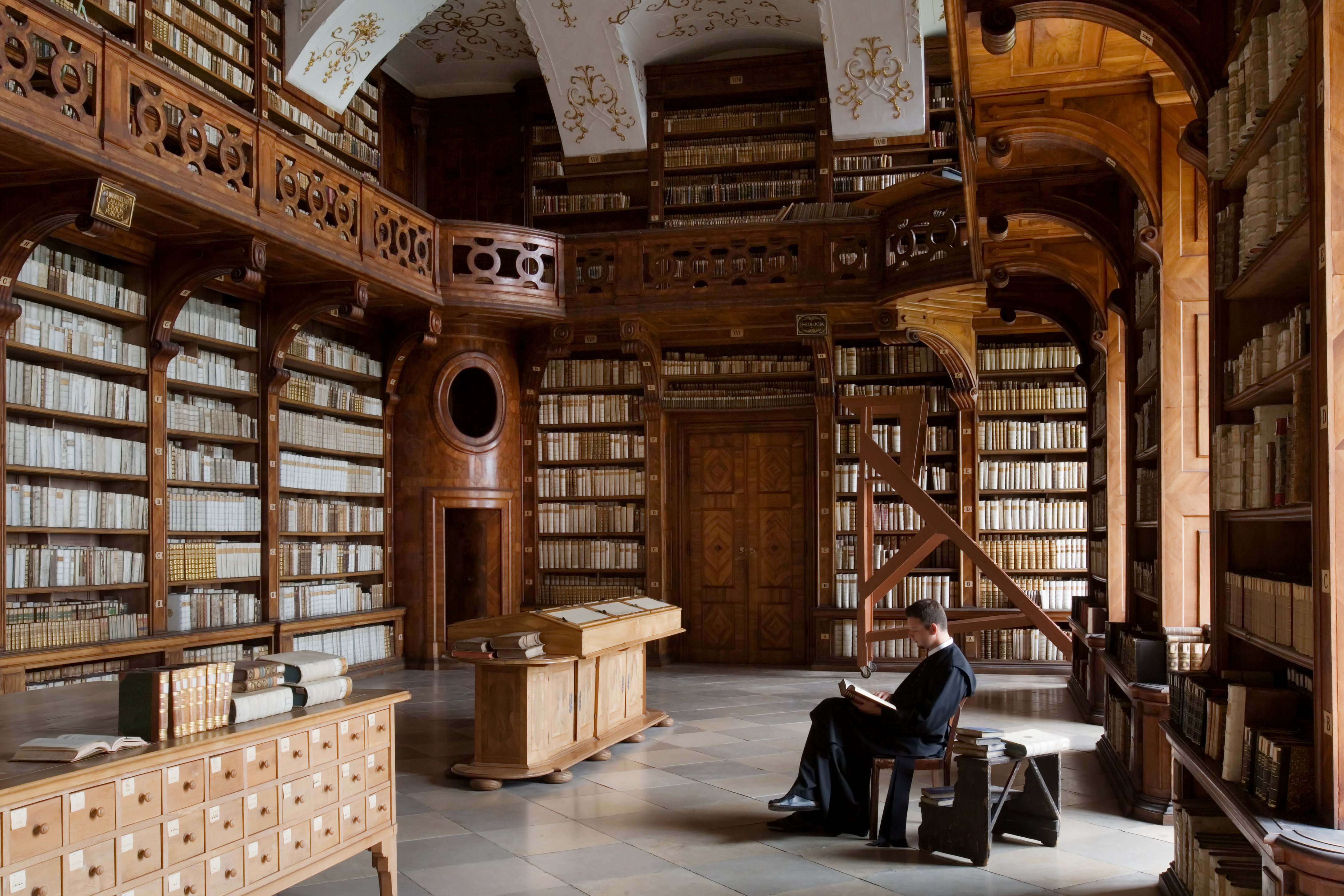
De historische bibliotheekruimte van de Abdij van Göttweig (Stift Göttweig), gelegen in Oostenrijk

Een bibliotheek (Oudgrieks: βιβλιοθήκη bibliothḗkē, "boekenbewaarplaats") of boekerij is een georganiseerde verzameling boeken, documenten en andere informatiedragers, bedoeld voor raadpleging, studie of uitlening. Het woord verwijst vaak ook naar de fysieke of digitale ruimte waarin deze verzameling wordt beheerd en toegankelijk gemaakt voor gebruikers. In de spreektaal wordt ook wel "bieb" (Nederland) of "bib" (België) gezegd.
Bibliotheken hebben als doel kennis, informatie en cultuur beschikbaar te stellen aan het publiek of aan specifieke doelgroepen, zoals studenten, onderzoekers of medewerkers van een organisatie. De openbare bibliotheek is vrij toegankelijk voor het algemene publiek en vervult een maatschappelijke rol op het gebied van leesbevordering, educatie, cultuurparticipatie en informatievoorziening. Ze bieden naast boeken ook toegang tot digitale bronnen, cursussen, lezingen en werk- of studieplekken.
Daarnaast zijn er wetenschappelijke bibliotheken, zoals de universiteitsbibliotheek, die vooral gericht zijn op het ondersteunen van onderwijs en onderzoek. Ook bestaan er schoolbibliotheken, speciale bibliotheken (bijvoorbeeld in ziekenhuizen, musea of bedrijven) en nationale bibliotheken, zoals de Koninklijke Bibliotheek in Nederland, die zich bezighouden met het verzamelen, bewaren en ontsluiten van het culturele erfgoed van een land.

## Geschiedenis

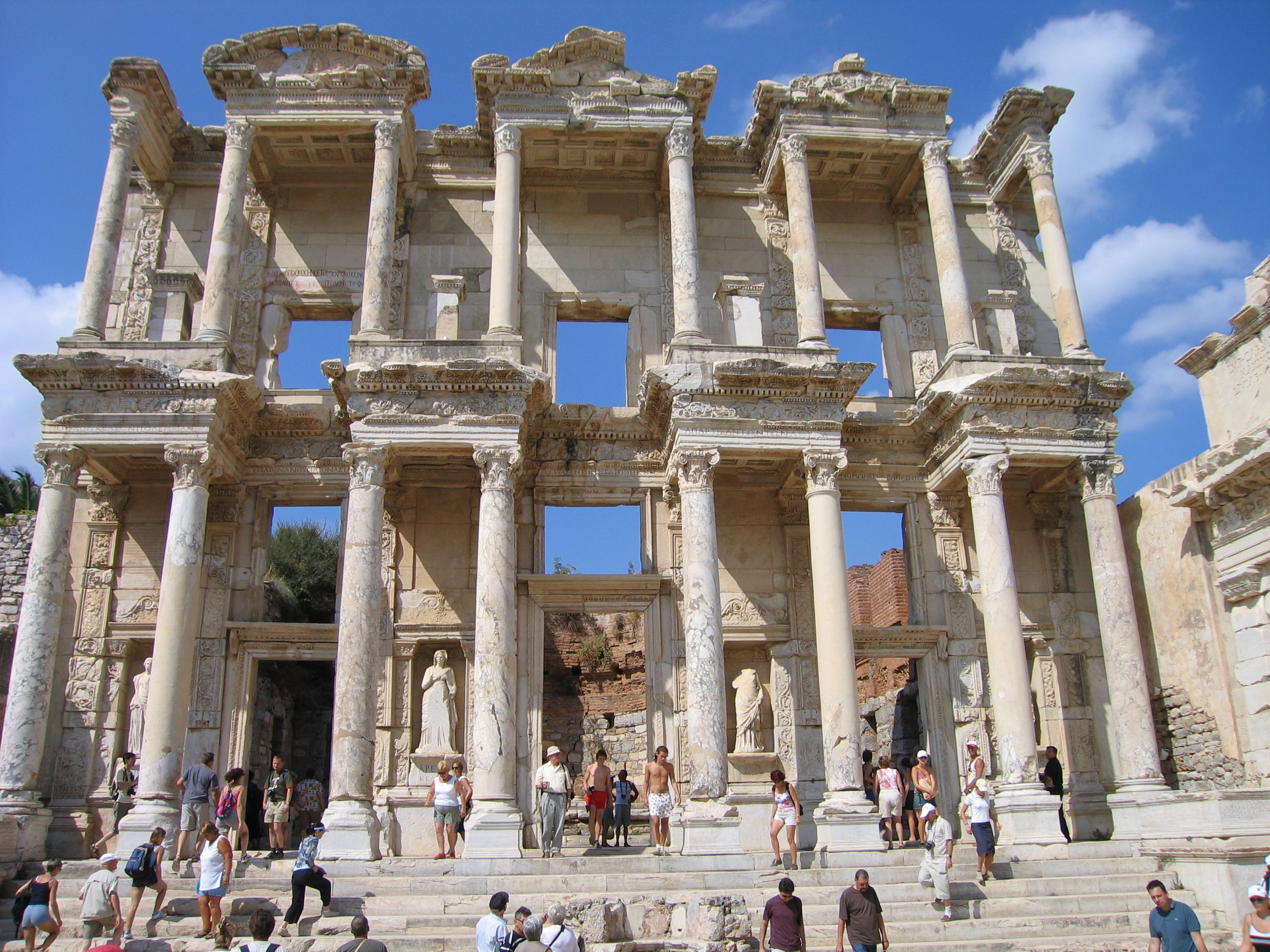
Restanten van de in de hellenistische tijd opgerichte Bibliotheek van Celsus in Efese, Turkije

Bibliotheken zijn er al sinds de mens het schrift ontwikkelde en er behoefte ontstond om schriftelijke gegevens te bewaren. De oudst bekende bibliotheken dateren uit het derde millennium voor Christus en bevonden zich in Mesopotamië. Ze bestonden uit kleitabletten met spijkerschrift die in tempels of paleizen werden opgeslagen. Deze vroege bibliotheken waren vaak verbonden aan religieuze of bestuurlijke instellingen en dienden vooral praktische en rituele doeleinden.
In de oudheid ontwikkelden bibliotheken zich verder in culturen zoals die van Egypte, Griekenland en Rome. Een beroemd voorbeeld is de Bibliotheek van Alexandrië, opgericht in de 3e eeuw v.Chr., die als kenniscentrum diende en trachtte alle bekende geschriften te verzamelen. In het middeleeuwse Europa waren kloosters de voornaamste bewaarplaatsen van boeken, met handgeschreven manuscripten in het Latijn. Pas vanaf de uitvinding van de boekdrukkunst in de 15e eeuw werden boeken breder toegankelijk en ontstonden ook meer openbare bibliotheken.

## Functie
Een bibliotheek verzamelt, beheert en ontsluit documenten en stelt ze beschikbaar. Onder documenten wordt het werk (alle neerslag uit intellectuele en creatieve activiteiten van mensen) en de informatiedrager verstaan.

## Soorten bibliotheken

### Openbare bibliotheken

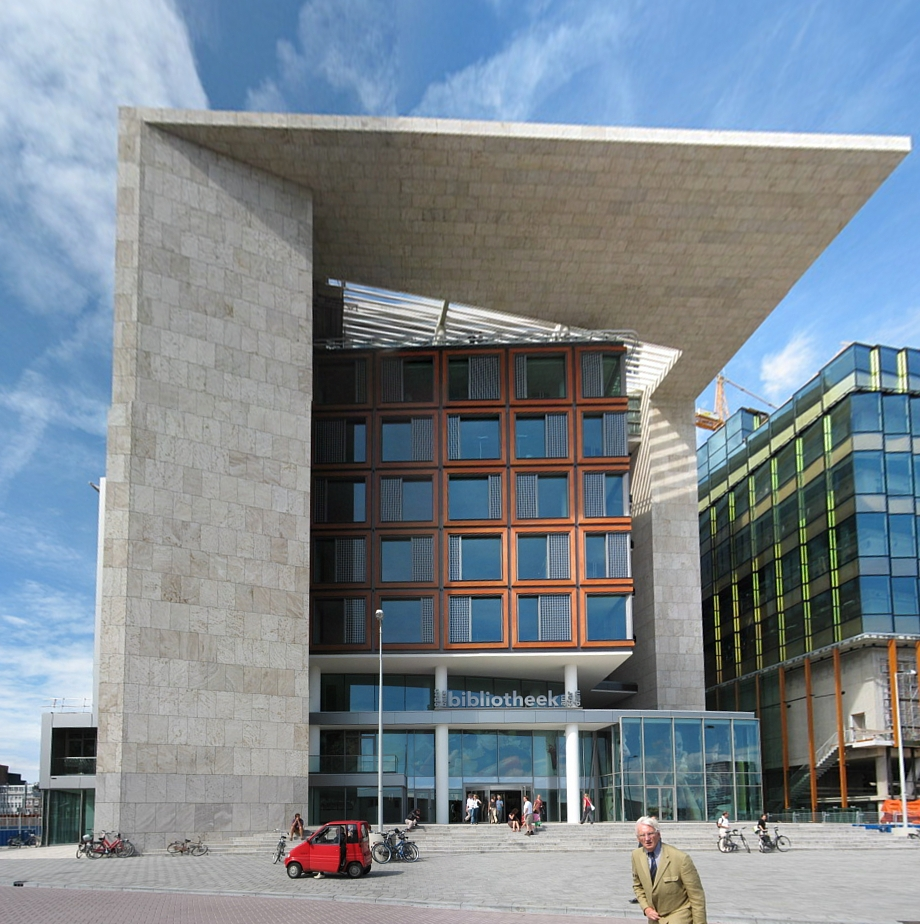
Openbare Bibliotheek Amsterdam

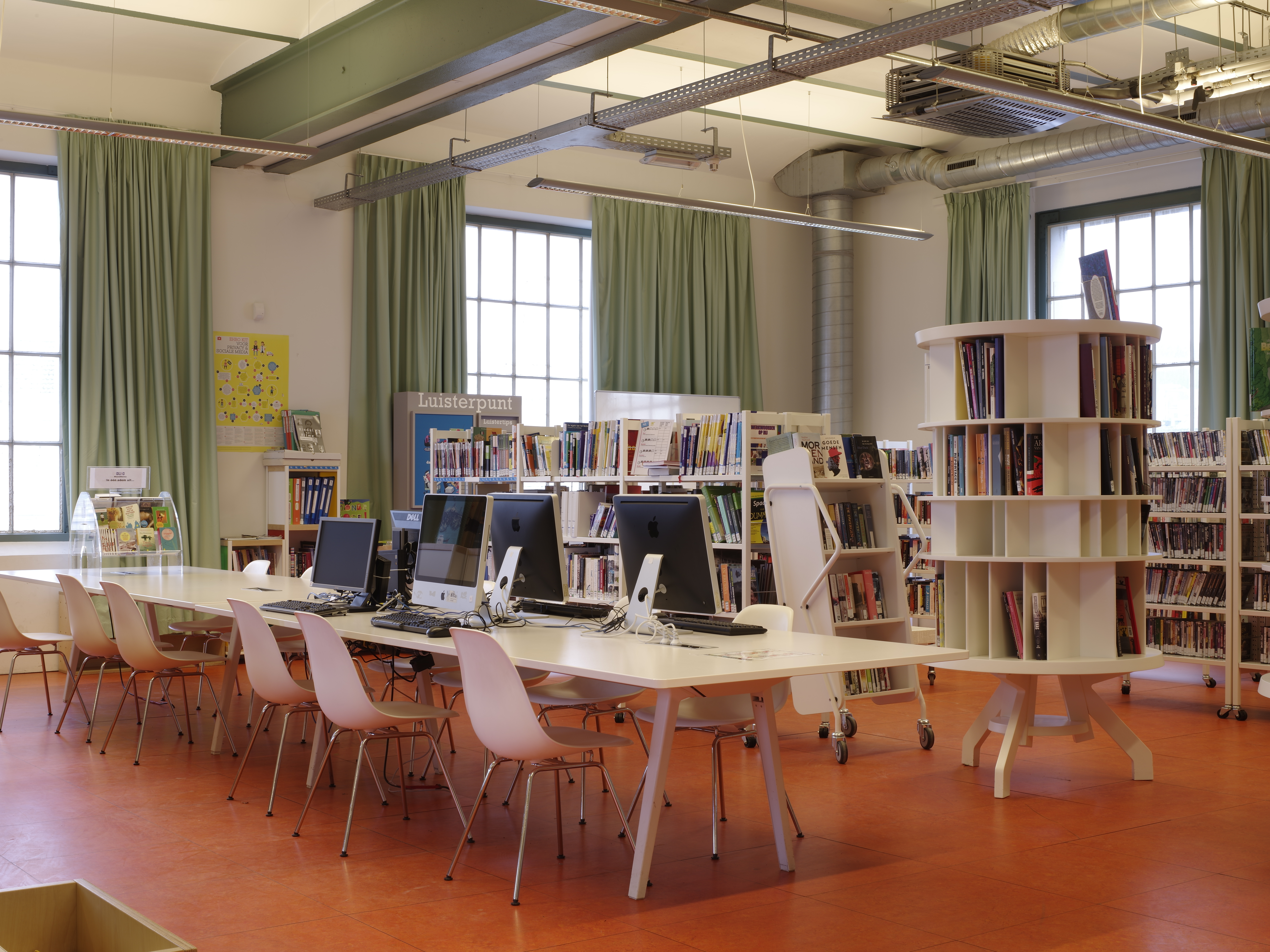
BLI:B, openbare bibliotheek Vorst, in Van Volxemlaan 364 te 1190 Vorst.

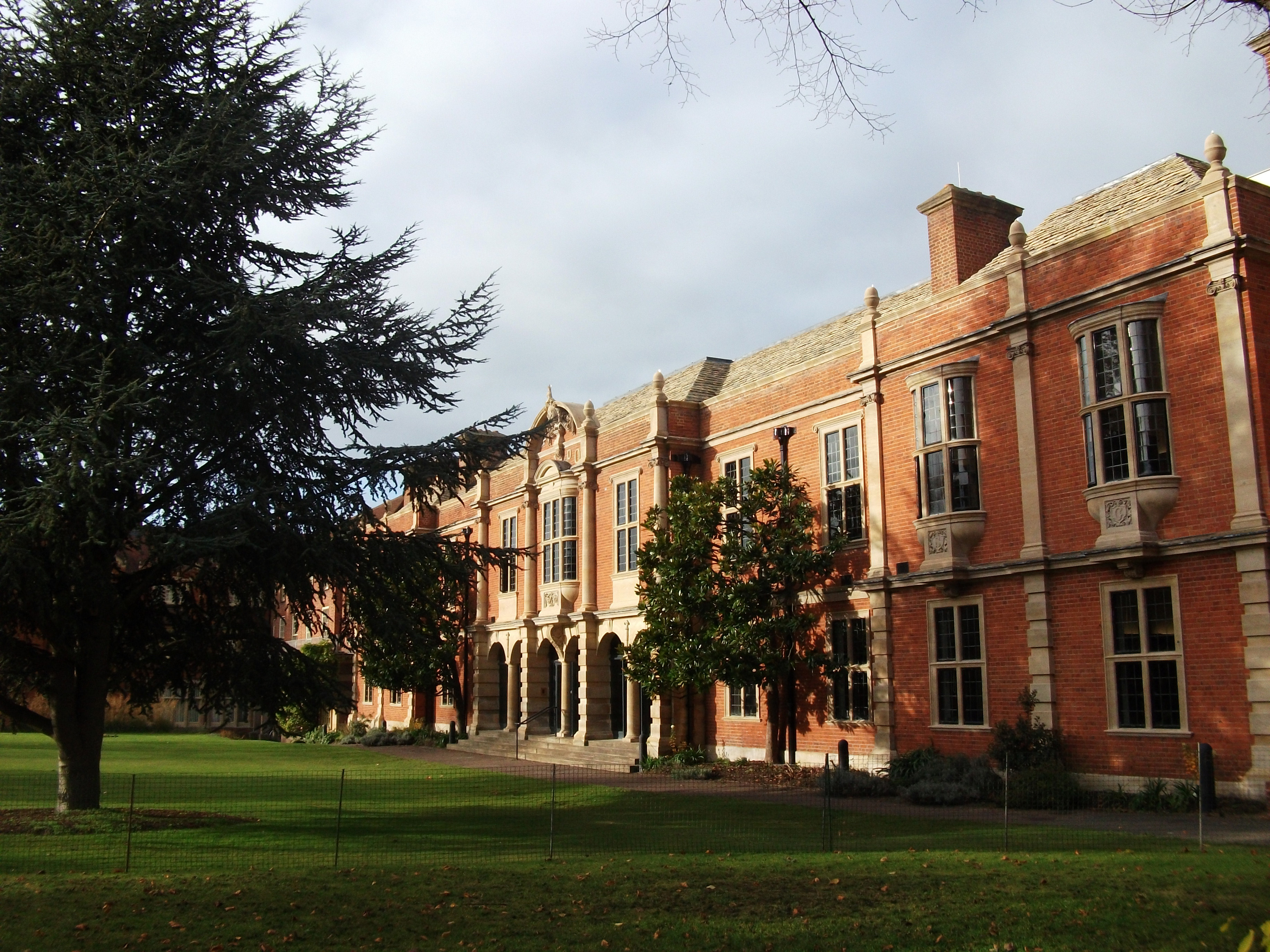
Somerville College Library, de universiteitsbibliotheek van Somerville College, Oxford.

Een openbare bibliotheek heeft over het algemeen boeken, tijdschriften en muziekdragers, die het publiek kan lenen of raadplegen. In bibliotheken worden ook e-boeken (e-books) uitgeleend.
In België (Vlaanderen) wordt onderscheid gemaakt tussen een erfgoedbibliotheek en een openbare bibliotheek. Daar waar de erfgoedbibliotheek vooral een conserverende doelstelling heeft en een steeds groeiende collectie nastreeft, wil een openbare bibliotheek vooral actuele zaken in collectie houden. De openbare bibliotheek met een evenwichtige collectie verkoopt periodiek een deel van haar collectie, om plaats te maken voor nieuwe boeken. Een collectie in evenwicht houdt in dat de aanschaf en de afvoer van materialen in evenwicht is. 
Een strandbibliotheek is een kleine openbare bibliotheekvestiging waar gratis, maar maximaal voor een dag, een boek kan worden geleend.

### Nationale bibliotheken
Een nationale bibliotheek verzamelt zo veel mogelijk informatiedragers die in of over een bepaald land worden uitgegeven. De Koninklijke Bibliotheek (KB) in Den Haag is de nationale bibliotheek van Nederland. Ze beheert het Depot van Nederlandse publicaties, waarin een zeer groot deel van de publicaties die in Nederland verschijnen op basis van vrijwillig depot terechtkomt. Deze erfgoedcollectie mag alleen in de KB ingezien worden, maar van een flink deel van de collectie is een tweede exemplaar voor uitleen beschikbaar. De Koninklijke Bibliotheek van België in Brussel vervult een vergelijkbare functie voor België. De grootste nationale bibliotheek is de Library of Congress in Washington.

### Wetenschappelijke bibliotheken
Aan elke universiteit of ander hoger opleidingsinstituut is een wetenschappelijke bibliotheek met specialistische vakliteratuur verbonden. Soms ontstond deze uit een oudere bibliotheek, zoals in Deventer de Athenaeumbibliotheek. De oudste universiteitsbibliotheek van Nederland is de Universiteitsbibliotheek Leiden, de grootste is de bibliotheek van de Universiteit van Amsterdam, met vele bijzondere collecties van kinder- tot kookboeken. Bij de universiteitsbibliotheken mogen bijzondere en/of kostbare werken ook alleen ingezien worden.
De meeste wetenschappelijke organisaties en instituten hebben de beschikking over een eigen specialistische wetenschappelijke bibliotheek. Zo verzamelt een museumbibliotheek werken over onderwerpen die de museumcollectie betreffen.

### Muziekbibliotheek
Een muziekbibliotheek verzamelt vooral bladmuziek, en soms ook boeken over muziek of opnames. Voorbeelden zijn de bibliotheken en bladmuziekcollecties van conservatoria, symfonieorkesten en ensembles, de Nederlandse Muziekbibliotheek van de Omroep, en organisaties van amateurorkesten en -koren. Ook zijn er aparte uitleenfaciliteiten voor muziek, de muziekbibliotheken, ze worden ook wel discotheek of fonotheek genoemd. De Centrale Discotheek van Rotterdam is de grootste fonotheek van Europa, er zijn 250.000 audio-cd's en 300.000 lp's uitleenbaar. Een variant is de kunstuitleen, waar kunstwerken tegen een vergoeding worden uitgeleend.

### Digitale bibliotheek
Een recente ontwikkeling is de digitale bibliotheek, meestal te raadplegen in de plaatselijke bibliotheek of via Internet. Het grote verschil met de gewone bibliotheek is dat er geen fysieke collectie aan verbonden is. Een digitale bibliotheek verwijst meer naar bronnen, die vaak buiten de eigen collectie vallen. Het wel of niet in bezit hebben in eigen collectie is van minder belang.
Op 20 november 2008 zag de online te raadplegen portaalsite Europeana, een website die je naar andere plekken leidt, het levenslicht. Deze site biedt meer dan twee miljoen cultuuritems aan waaronder beeldopnames, foto's, archiefstukken, schilderijen, boeken en filmfragmenten uit geheel Europa.

### Andere bibliotheken
- American Library
- Bibliotheekbus
- Blindenbibliotheek
- Campingbibliotheek
- Erfgoedbibliotheek
- Gevangenisbibliotheek
- Huisbibliotheek
- Luisterpuntbibliotheek

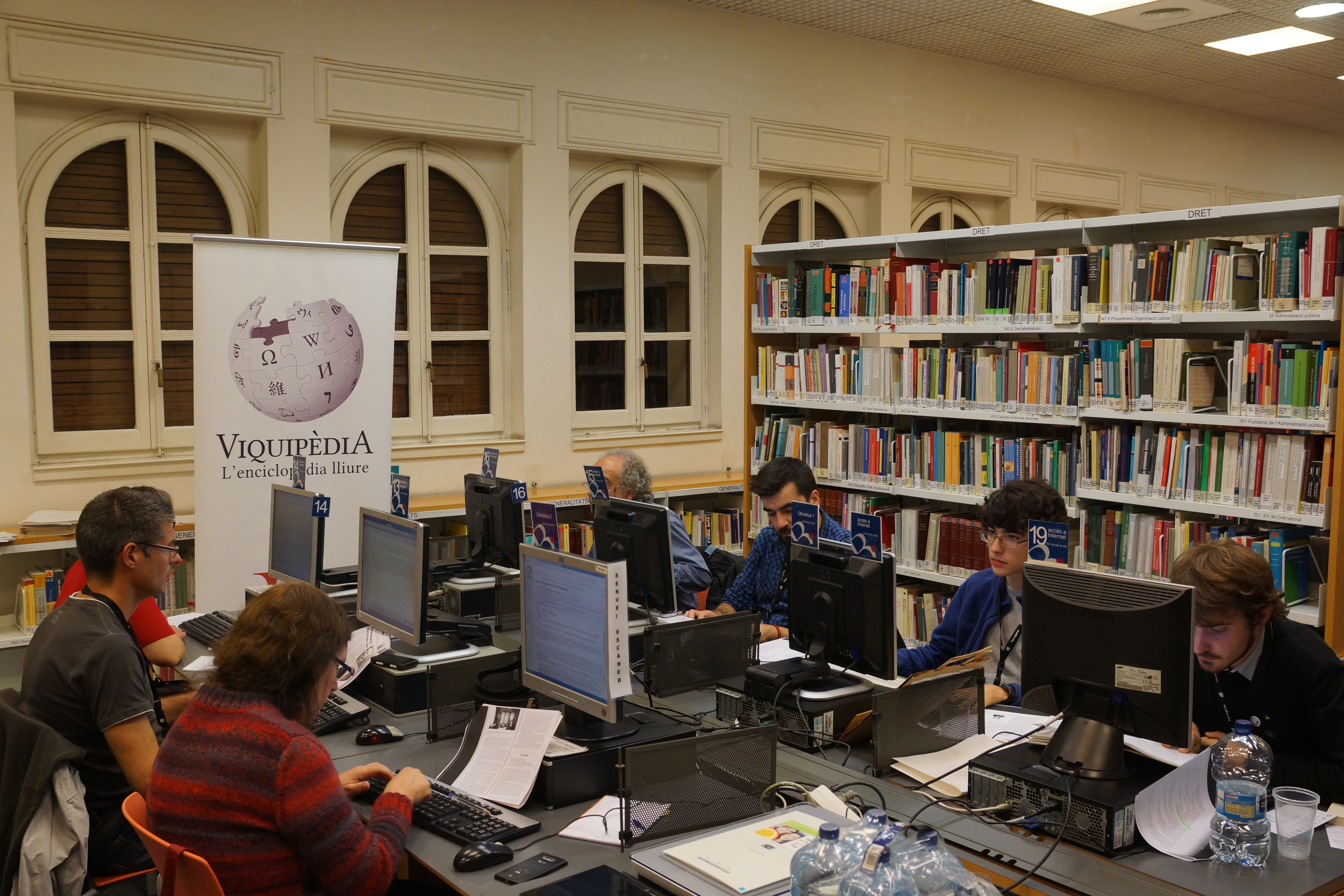
Leeszaal van de bibliotheek van Tarragona tijdens een Wikipedia-schrijfmarathon in 2014

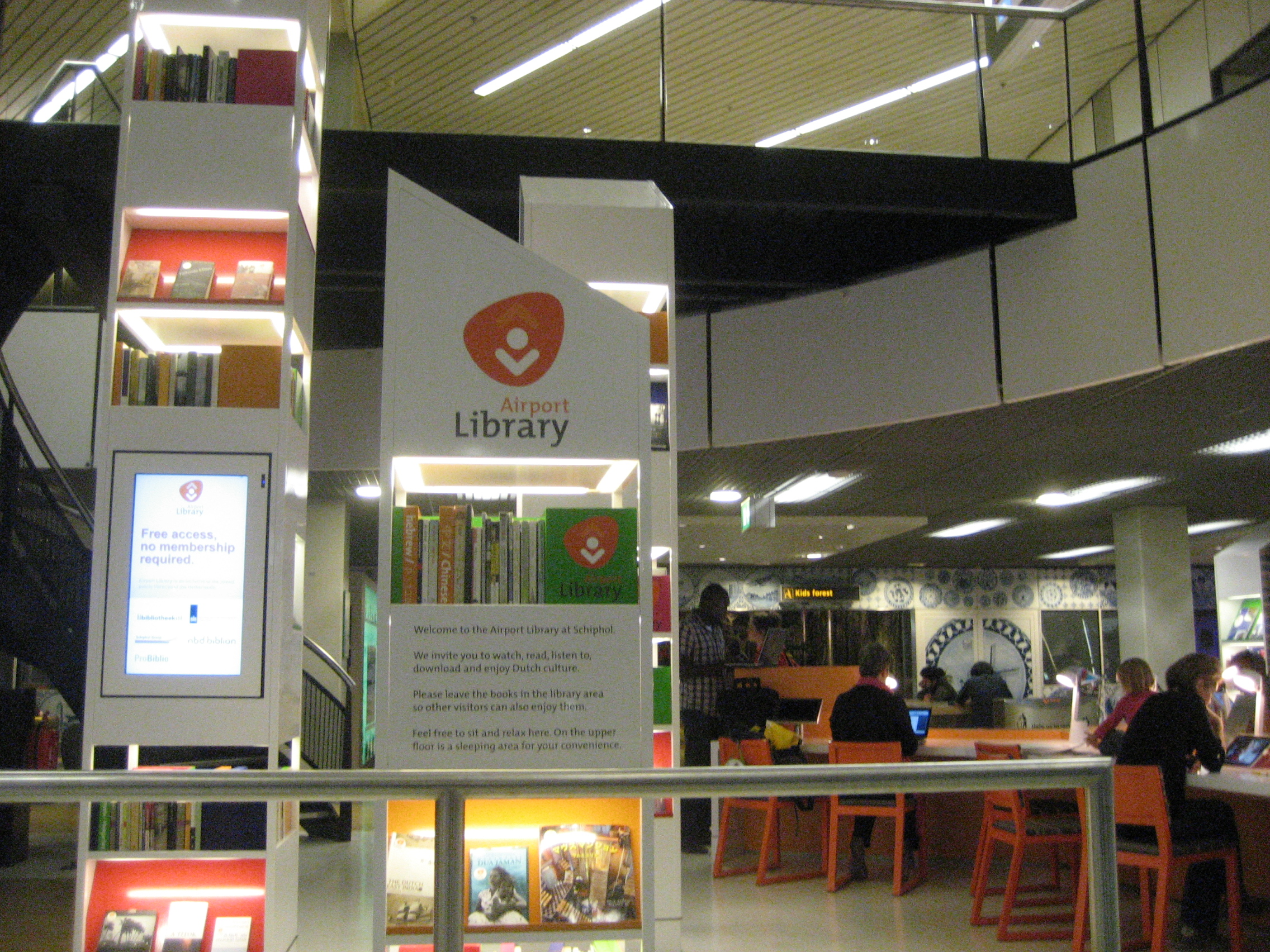
Bibliotheek op Schiphol

- Minibieb (waaronder straatbibliotheken)
- Museumbibliotheek
- Schoolbibliotheek
- Stationsbibliotheek
- Strandbibliotheek
- Vliegveldbibliotheek
- WSF-bibliotheek
- Zadenbibliotheek
- Ziekenhuisbibliotheek

## Rubricering van boeken
Elk informatief boek in een bibliotheek draagt meestal een nummer van een bepaalde onderwerpscodering of plaatsingssysteem, bijvoorbeeld een SISO-nummer. Daarmee wordt het onderverdeeld in onderwerpen. Ook worden de eerste vier letters van de schrijver op het etiket vermeld.